# George Drysdale

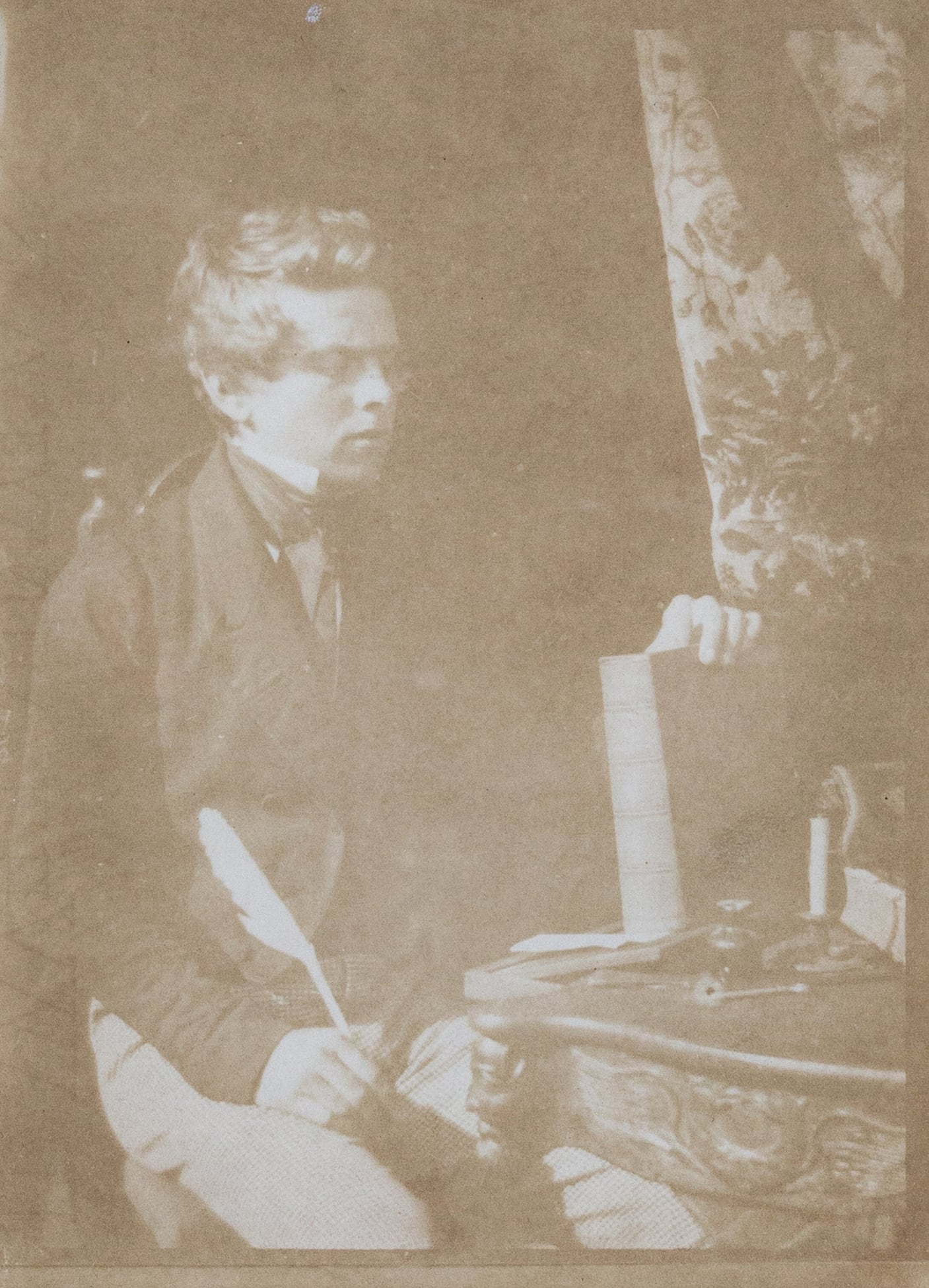
George Drysdale

George R. Drysdale (ur. 1825, zm. 1904) – brytyjski seksuolog, brat Charlesa Roberta Drysdale'a (założyciela Ligi Maltuzjańskiej w 1877). 
George Drysdale zajmował się dziełami Thomasa Malthusa. Podobnie jak William Thompson, opowiadał się za rozwojem seksualnym i, jak Charles Bradlaugh, za kontrolą populacji. Na tych podstawach sformułował etykę seksualną, która uznawała rozwijanie seksualności za promocję zdrowia, a także separowała sferę seksualności od sfery reprodukcji. 
Wraz z Johnem Stuartem Millem Drysdale był jednym z wcześniejszych myślicieli, którzy postulowali ustanowienie dla kobiet praw seksualnych, ekonomicznych i możliwość społecznego samostanowienia.

## Wybrane dzieła
- Zasady nauki społecznej[2] (Elements of Social Science)